# Kodi Smit-McPhee
Kodi Smit-McPhee (Adelaide, 13 giugno 1996) è un attore australiano.
È noto soprattutto per le sue interpretazioni nei film Meno male che c'è papà - My Father (2007), The Road (2009), Blood Story (2010), Alpha - Un'amicizia forte come la vita (2018) e per aver interpretato il mutante Nightcrawler nella saga degli X-Men. È stato lodato per la sua interpretazione nel film Il potere del cane (2021), per il quale ha vinto il Golden Globe per il miglior attore non protagonista, ricevendo candidature allo Screen Actors Guild Award, al Critics Choice Award, al Premio BAFTA e al Premio Oscar come miglior attore non protagonista.

## Biografia
Deciso a diventare attore, come il padre Andy McPhee e come la sorella Sianoa Smit-McPhee, esordisce a soli nove anni nel film Stranded. Successivamente lavora per la televisione, partecipando al film TV Fatal Contact - Il contagio viene dal cielo e ad alcuni episodi della serie televisiva Monarch Cove. Il successo arriva nel 2007, accanto a Eric Bana, nel film Meno male che c'è papà - My Father (Romulus, My Father), di Richard Roxburgh, per il quale riceve un Young Actor's Award, assegnatogli dall'Australian Film Institute, e a livello internazionale il prestigioso Young Artist Award. Originariamente avrebbe dovuto interpretare il ruolo di Wolverine da bambino in X-Men le origini - Wolverine, ruolo poi assegnato a Troye Sivan.
Nel 2009 recita al fianco di Viggo Mortensen in The Road, di John Hillcoat, adattamento cinematografico del romanzo di Cormac McCarthy La strada, per il quale riceve la nomination al Saturn Award. Dopo un'altra apprezzata interpretazione in So che ci sei (Matching Jack, 2010) di Nadia Tass, viene scelto come protagonista di Blood Story (2010) di Matt Reeves, remake statunitense del film svedese Lasciami entrare, con il quale vince il Critics' Choice Award e riceve un'altra nomination al Saturn Award. Nel 2014 partecipa al doppiaggio del film d'animazione L'ape Maia - Il film, dove doppia Willy.
Nel 2015 riceve la nomination al Saturn Award per il miglior attore emergente per la sua interpretazione in Apes Revolution - Il pianeta delle scimmie (Dawn of the Planet of the Apes, regia di Matt Reeves, 2014). Nel 2016 ha interpretato Nightcrawler nel film X-Men - Apocalisse, ruolo poi ripreso nel 2019 in X-Men: Dark Phoenix. Nel 2018 è il protagonista del film Alpha - Un'amicizia forte come la vita, campione di incassi. Nel 2019 partecipa al film Dolemite Is My Name diretto da Craig Brewer, nel ruolo dello studente di cinema/direttore della fotografia Nicholas Josef von Sternberg al fianco di Eddie Murphy, il mr. Dolemite protagonista del film. Nel 2022 ha vinto il Golden Globe per il miglior attore non protagonista per il ruolo di Peter Gordon in Il potere del cane, diretto da Jane Campion.

## Filmografia

### Cinema
- Stranded, regia di Stuart McDonald (2006)
- End of Town, regia di Julius Avery (2006) - cortometraggio
- Meno male che c'è papà - My Father (Romulus, My Father), regia di Richard Roxburgh (2007)
- The Tender Hook, regia di Jonathan Ogilvie (2008)
- Tinytown, regia di Tim Dean (2009) - cortometraggio
- The Road, regia di John Hillcoat (2009)
- So che ci sei (Matching Jack), regia di Nadia Tass (2010)
- Blood Story (Let Me In), regia di Matt Reeves (2010)
- Dead Europe, regia di Tony Krawitz (2012)
- Guida tascabile per la felicità (A Birder's Guide to Everything), regia di Rob Meyer (2013)
- The Congress, regia di Ari Folman (2013)
- Romeo and Juliet, regia di Carlo Carlei (2013)
- Apes Revolution - Il pianeta delle scimmie (Dawn of the Planet of the Apes), regia di Matt Reeves (2014)
- Young Ones - L'ultima generazione (Young Ones), regia di Jake Paltrow (2014)
- Slow West, regia di John Maclean (2015)
- X-Men - Apocalisse (X-Men: Apocalypse), regia di Bryan Singer (2016)
- Alpha - Un'amicizia forte come la vita (Alpha), regia di Albert Hughes (2018)
- Deadpool 2, regia di David Leitch (2018)
- X-Men: Dark Phoenix (Dark Phoenix), regia di Simon Kinberg (2019)
- Dolemite Is My Name, regia di Craig Brewer (2019)
- 2067 - Battaglia per il futuro (2067), regia di Seth Larney (2020)
- Il potere del cane (The Power of the Dog), regia di Jane Campion (2021)
- Elvis, regia di Baz Luhrmann (2022)
- Maria, regia di Pablo Larraín (2024)

### Televisione
- Fatal Contact - Il contagio viene dal cielo (Fatal Contact: Bird Flu in America) – film TV, regia di Richard Pearce (2006)
- Incubi e deliri (Nightmares & Dreamscapes: From the Stories of Stephen King) – miniserie TV, 2 puntate (2006)
- Monarch Cove – serie TV, 4 episodi (2006)
- The King – film TV, regia di Matthew Saville (2007)
- The Adventures of Charlotte and Henry – film TV, regia di Steve Trenbirth (2008)
- Interrogation – serie TV, 10 episodi (2020)
- Disclaimer - La vita perfetta (Disclaimer), regia di Alfonso Cuarón – miniserie TV (2024)

### Doppiatore
- ParaNorman, regia di Chris Butler e Sam Fell (2012)

## Teatro
- Il gabbiano di Anton Čechov, regia di Thomas Ostermeier. Barbican Centre di Londra (2025)

## Riconoscimenti
- Premio Oscar
  - 2022 – Candidatura per il miglior attore non protagonista per Il potere del cane

- Golden Globe
  - 2022 – Miglior attore non protagonista per Il potere del cane

- British Academy Film Awards
  - 2022 – Candidatura per il miglior attore non protagonista per Il potere del cane
  - 2022 – Candidatura per la migliore stella emergente per Il potere del cane

- Satellite Awards
  - 2022 – Candidatura per il miglior attore non protagonista per Il potere del cane

- Saturn Awards
  - 2010 – Candidatura per il miglior attore emergente per The Road
  - 2011 – Candidatura per il miglior attore emergente per Blood Story
  - 2015 – Candidatura per il miglior attore emergente per Apes Revolution - Il pianeta delle scimmie[4]

- Critics' Choice Awards
  - 2010 – Candidatura per il miglior giovane interprete per The Road
  - 2011 – Candidatura per il miglior giovane interprete per Blood Story
  - 2022 – Candidatura per il miglior attore non protagonista per Il potere del cane
  - 2022 – Candidatura per il miglior cast per Il potere del cane

- Australian Academy of Cinema and Television Arts Awards
  - 2007 – Miglior giovane attore per Meno male che c'è papà - My Father
  - 2007 – Candidatura per il miglior attore per Meno male che c'è papà – My Father
  - 2010 – Candidatura per il miglior attore per The Road
  - 2010 – Candidatura per il miglior attore non protagonista per So che ci sei

- Film Critics Circle of Australia Awards
  - 2008 – Special Achievement Award per Meno male che c'è papà – My Father
  - 2008 – Miglior attore non protagonista per Meno male che c'è papà – My Father
  - 2011 – Candidatura per il miglior attore non protagonista per Matching Jack

- Young Artist Awards
  - 2009 – Miglior attore protagonista in un lungometraggio per Meno male che c'è papà – My Father
  - 2011 – Candidatura per il miglior cast in un lungometraggio per Blood Story

- Fangoria Chainsaw Awards
  - 2010 – Candidatura per il miglior attore non protagonista per The Road
  - 2011 – Candidatura per il miglior attore emergente per Blood Story

- Phoenix Film Critics Society Awards
  - 2010 – Miglior attore debuttante per Blood Story

- London Critics Circle Film Awards
  - 2021 – Miglior attore non protagonista per Il potere del cane

## Doppiatori italiani
Nelle versioni in italiano delle opere in cui ha recitato, Kodi Smit-McPhee è stato doppiato da:
- Manuel Meli in Slow West, Elvis, Maria
- Ruggero Valli in The Road, The Congress
- Federico Campaiola in Apes Revolution - Il pianeta delle scimmie, Disclaimer - La vita perfetta
- Edoardo Purgatori in X-Men - Apocalisse, X-Men: Dark Phoenix
- Federico Bebi in Alpha - Un'amicizia forte come la vita, Il potere del cane
- Gabriele Patriarca in Incubi e deliri
- Patrizia Mottola in Meno male che c'è papà - My Father
- Tommaso Sandri in So che ci sei
- Arturo Valli in Blood Story
- Alessandro Sanguigni in Romeo and Juliet

Da doppiatore è sostituito da:
- Francesco Ferri in ParaNorman
- Davide Garbolino in L'ape Maia - Il film